# Birgit und Claus Hartmann
Birgit und Claus Hartmann sind ein deutsches Künstlerpaar, das als Schiffsbildhauer arbeitet und hauptsächlich Galionsfiguren gestaltet. Ihr Atelierbetrieb namens Hartmann Design gilt als der Einzige weltweit, der sich auf das professionelle Schnitzen von Galionsfiguren spezialisiert hat. Sie sind dabei weltweit tätig und werden durch Agenturen in den USA, Australien und einigen anderen, mit der Seefahrt verbundenen Ländern vertreten.

## Leben
Birgit Hartmann (* 1973 in Oldenburg) und Claus Hartmann (* 1957 in Elsfleth) leben und arbeiten auf der Weserinsel Harriersand, die zu der niedersächsischen Gemeinde Schwanewede gehört.
Claus Hartmann stammt aus einer alten Kapitänsfamilie. Sein Urgroßvater, der Kapitän Johann Mohrschladt, sammelte Galionsfiguren von gestrandeten oder abgewrackten Schiffen. Sein Vater restaurierte die Figuren später und erwarb neue hinzu. Claus Hartmann begann mit 17 Jahren, Galionsfiguren zu schnitzen. Nach Abbruch eines Biologiestudiums und einer Ausbildung zum Heilpraktiker wollte er ursprünglich Arzt werden. Sein Medizinstudium finanzierte er mit seiner kunsthandwerklichen Arbeit. Das Hobby wurde zum Beruf und Hartmann gründete 1994 seine Werkstatt für Schiffsbildhauerei in einem ehemaligen Marschhof auf der in der Weser gelegenen Insel Harriersand.
Im gleichen Jahr lernte er auch seine Frau Birgit kennen, die seitdem als Künstlerin mit ihm zusammenarbeitet. Birgit Hartmann absolvierte eine Ausbildung als Grafik-Designerin und hat von Kindheit an gezeichnet und modelliert. Das Ehepaar hat zwei Kinder.

## Werk
Schwerpunkt der nach eigenen Angaben „künstlerisch-handwerklichen“ Arbeit des Künstlerpaars sind Galionsfiguren für traditionelle Segelschiffe und Yachten. Die Motivwahl für ihre Galionsfiguren ergibt sich oft durch den Schiffsnamen oder die Wünsche der Schiffseigner und Kunden, wird teils aber auch frei entwickelt. Dabei geht dem Entwurf und der Ausführung jeweils eine genaue Vermessung des Bugs voraus. Neben der Anfertigung von Galionsfiguren und Bugornamenten für Segelschiffe und Yachten befassen die Hartmanns sich auch mit der Herstellung von Repliken historischer Figuren, Heck- und Schiffsnamensschildern (sogenannte Trailboards), Ruderköpfen und sonstigen Verzierungen sowie mit maritimen Mobiliar und Zierleisten.
Ihre erste Galionsfigur fertigte das Künstlerpaar 1994 für die in Elsfleth, dem Herkunftsort von Claus Hartmann, beheimatete Bark Lili Marleen. 1995 entstand die Galionsfigur für den Dreimastschoner Großherzogin Elisabeth. 1997 schufen sie für den Dreimastschoner Fridtjof Nansen eine Galionsfigur, die einen Inuit-Jäger darstellt. Die Figur wurde aus einem Ulmenstamm geschnitzt und trägt eine Knochenharpune. 2002/2003 wurden sie von der Deutschen Marine für deren Segelschulschiff Gorch Fock mit der Anfertigung der fünften Albatros-Galionsfigur beauftragt, nachdem die Gorch Fock ihren vierten Albatros im Dezember 2002 bei schwerer See im Ärmelkanal verloren hatte. Die von den Hartmanns aus Eschenholz geschnitzte Albatros-Galionsfigur ging im Dezember 2003 in der stürmischen Biskaya verloren; der jetzige Albatros besteht aus kohlenstofffaserverstärktem Kunststoff (CFK). Inzwischen schuf das Künstlerpaar mehr als 75 Galionsfiguren und Skulpturen. Außerdem sind die Hartmanns mittlerweile auch für den sogenannten „Mega Yacht“-Markt tätig, wie unter anderem mit Bug- und Interieur-Skulpturen sowie Schnitzereien aus Edelhölzern.
Das Künstlerpaar arbeitet in verschiedenen Holzarten wie nordische Kiefer, Eiche, Ulme, Esche, Ahorn, Framire und Mahagoni, sowie auch in Edelstahl, Aluminium oder Bronze.

## Werke (Auswahl)
Galionsfiguren für Segelschiffe:

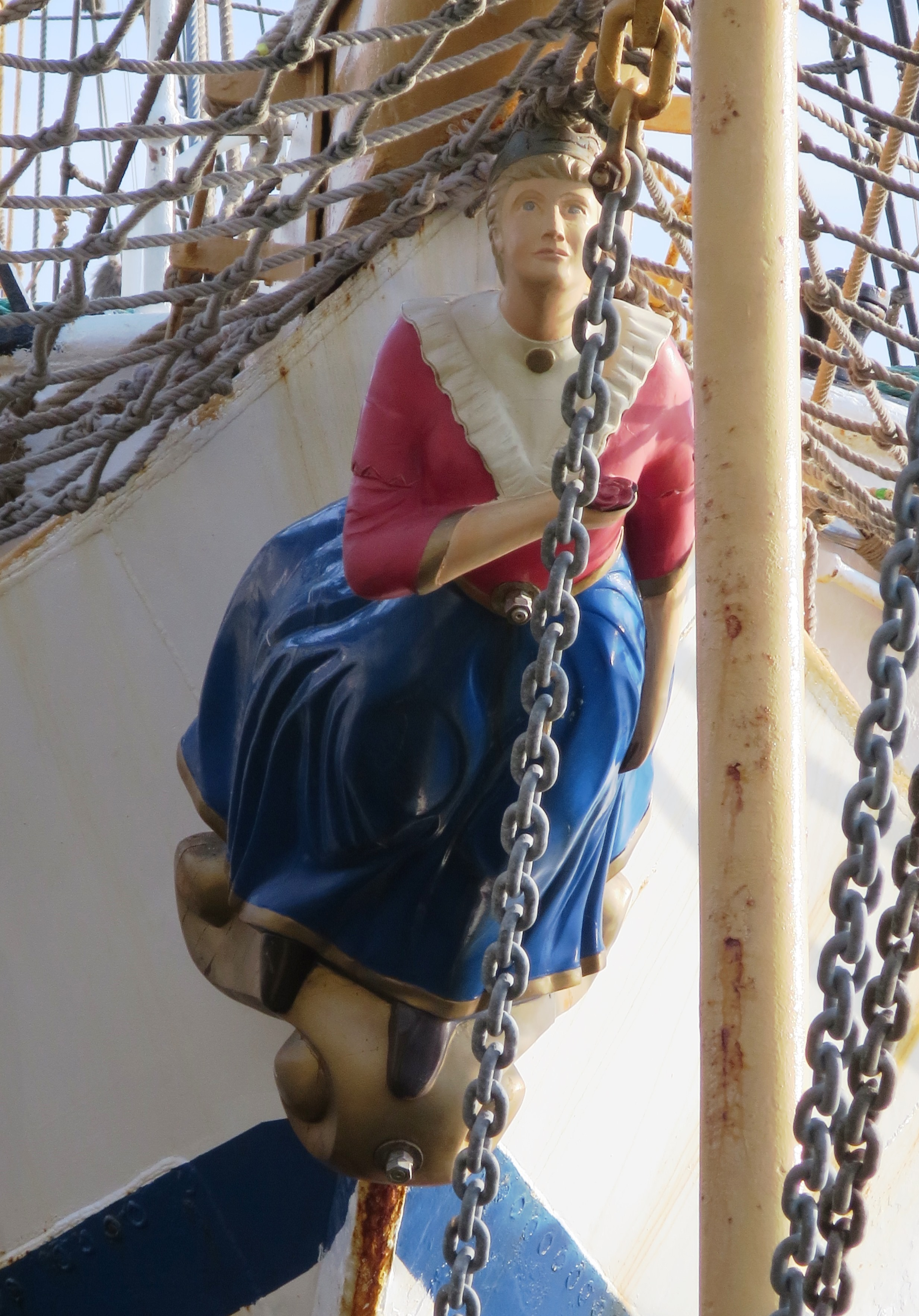
Galionsfigur der Großherzogin Elisabeth

- 2011: Galionsfigur der Alexander von Humboldt II, Deutschland
- 2009: Galionsfigur der Mir, Russland
- 2007–2009: Santa-Barbara-Anna-Galionsfigur des gleichnamigen Dreimastschoners Santa Barbara Anna, Deutschland; Eigner ist der Popstar und Amateursportler Joey Kelly[3]
- 2003: Galionsfigur der Antigua, Niederlande
- 2003: Albatros-Galionsfigur des Segelschulschiffs Gorch Fock, Deutschland
- 2000: Galionsfigur der Royal Clipper, Monaco
- 1999: Galionsfigur der Khersones, Ukraine
- 1999: Galionsfigur der Sedov, Russland
- 1998: Galionsfigur der Signora del Vento, Italien
- 1997: Inuit-Galionsfigur der Fridtjof Nansen, Deutschland
- 1995: Galionsfigur der Großherzogin Elisabeth, Deutschland
- 1994: Galionsfigur der Lili Marleen, Deutschland

Sonstige Figuren und Skulpturen:
- 2009: Restaurierung des Bugornamentes des ehemaligen Segelschulschiffs Schulschiff Deutschland, Deutschland
- Klabautermann auf dem Kreuzfahrtschiff Deutschland
- Skulptur von Klaus Störtebeker in Stralsund[2]